# Asociația Nigeriană de Fotbal
Asociația Nigeriană de Fotbal este forul ce guvernează fotbalul în Nigeria. Se ocupă de organizarea echipei naționale și a campionatului.